# Ельмендорф-Річардсон (військова база)
Військова база Ельмендорф-Річардсон (англ. Joint Base Elmendorf–Richardson, (IATA: EDF, ICAO: PAED, FAA ідент. місц.: EDF) — об'єднана міжвидова військова база Повітряних сил та армії США, розташована поблизу Анкориджа, на Алясці. Об'єднана військова база існує з 2010 року, після розгляду та прийняття рішення на підставі роботи комісії міністерства оборони США у 2005 році стосовно закриття та оптимізації військових баз (англ. Defense Department's 2005 Base Closure and Realignment Commission). База зберегла комбіновану назву на честь піонера авіації капітана Г'ю Мерле Ельмендорфа (англ. Hugh Merle Elmendorf), що загинув під час випробувального польоту в 1933 році та учасника Першої світової війни та інтервенції до Радянської Росії, дослідника й географа Аляски бригадного генерала американської армії В. Річардсона (англ. Wilds Preston Richardson).

## Дислокація
Об'єднана військова база Ельмендорф-Річардсон є основним місцем дислокації Командування США «Аляска», Об'єднаної оперативної групи «Аляска», 11-ї повітряної армії / Аляскинського регіону NORAD, 673-го крила аеродромного забезпечення, 3-го авіакрила, 176-го авіакрила, 4-ї повітряно-десантної бригади 25-ї піхотної дивізії та інших військових формувань й забезпечення.

## Галерея

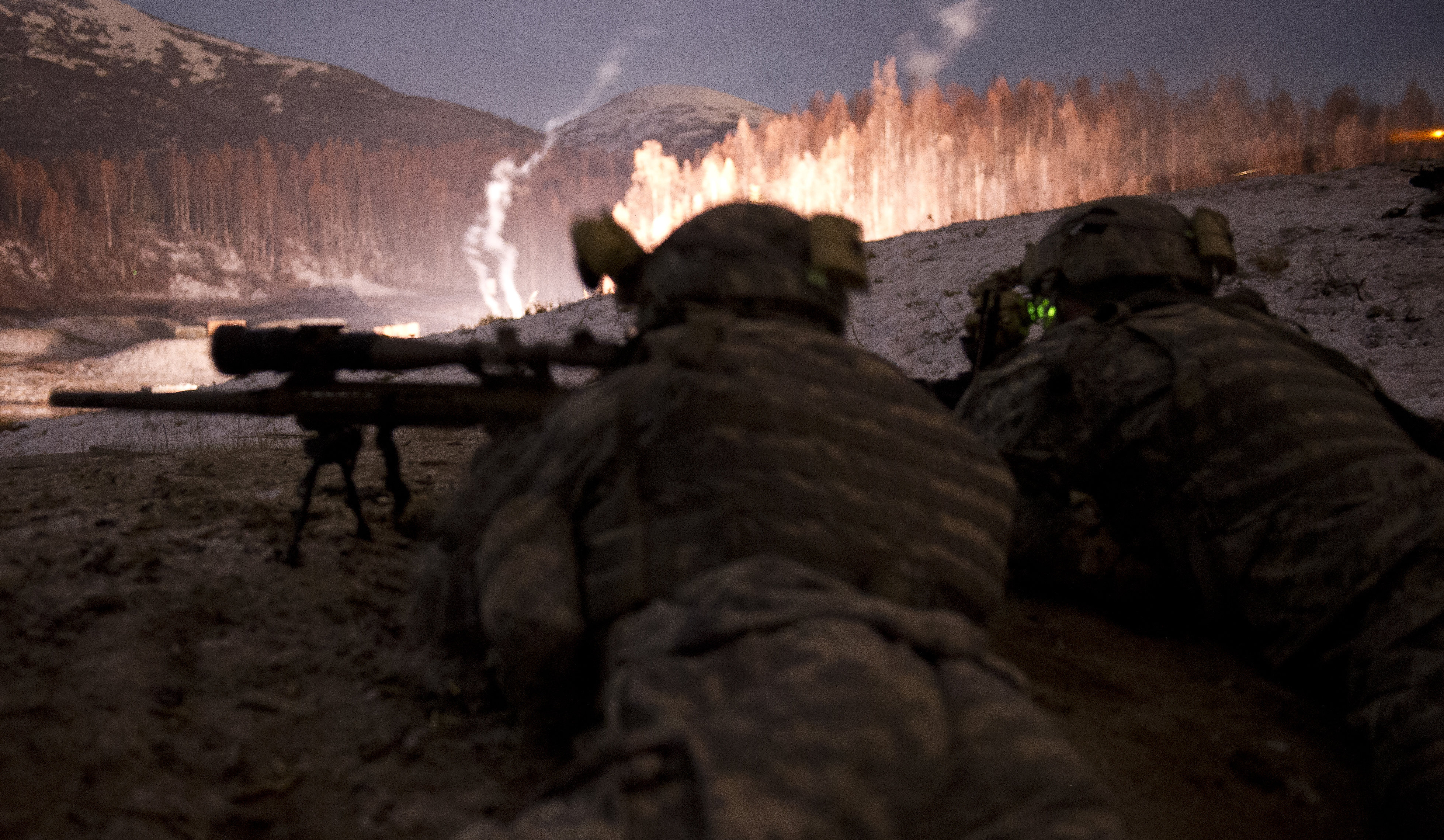
Десантники на нічних бойових стрільбах на полігоні. 2014
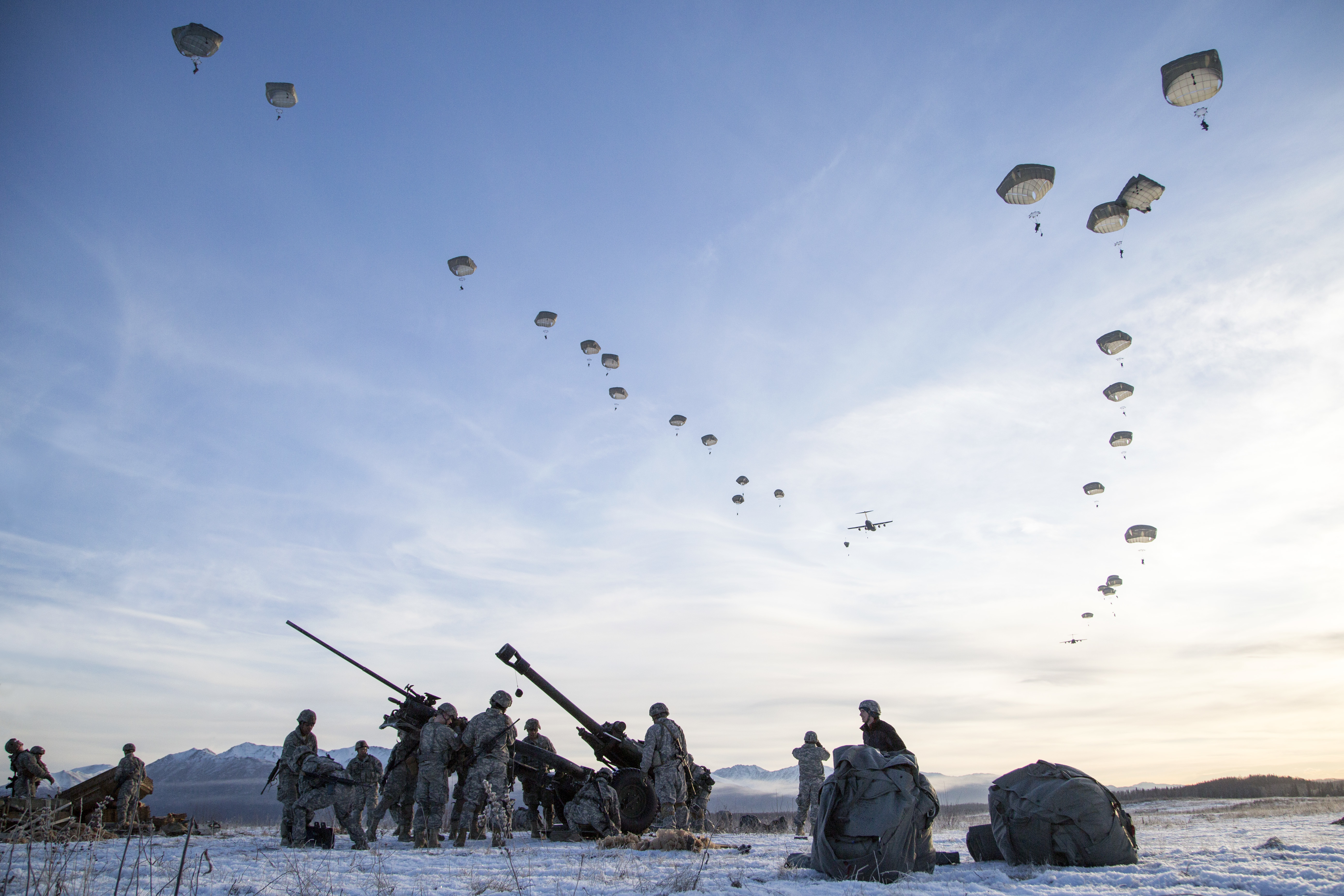
Десантування парашутистів 4-ї бригади на навчаннях. 2013
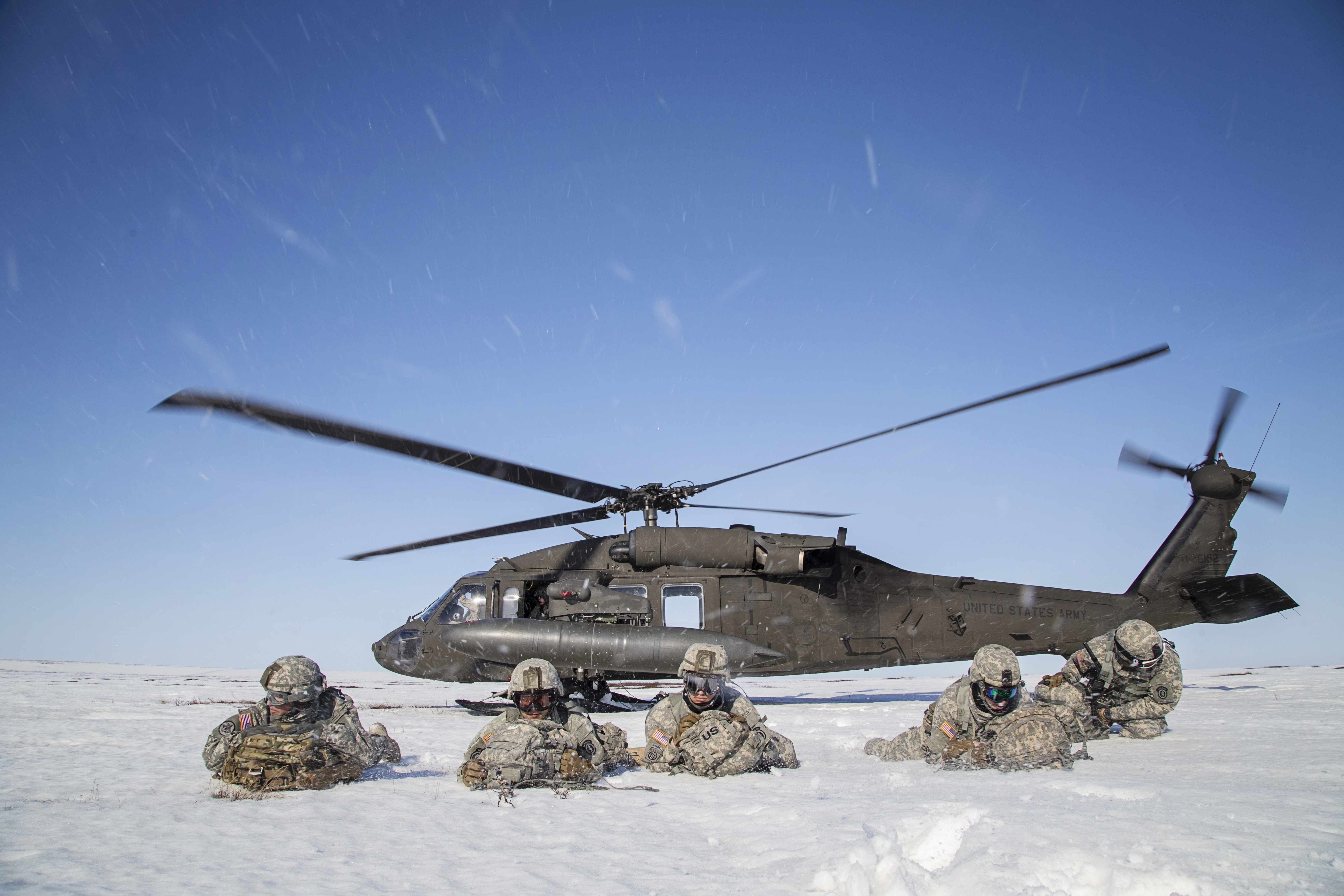
Військові навчання піхотного підрозділу в умовах арктичного холоду. 2014
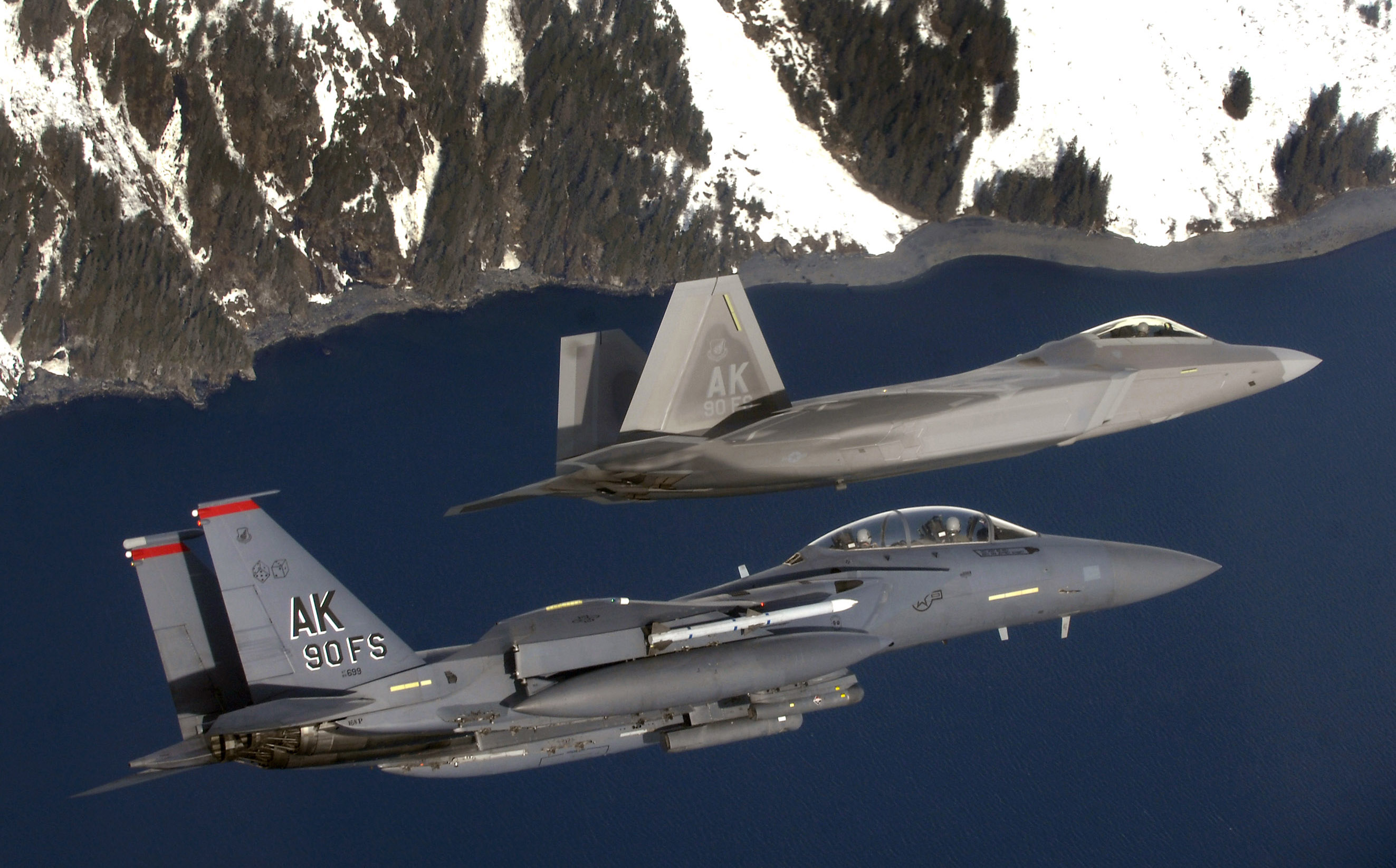
Політ винищувачів F-15E «Страйк Ігл» та новітнього F-22 «Раптор» над затокою Принца Вільгельма. 2007
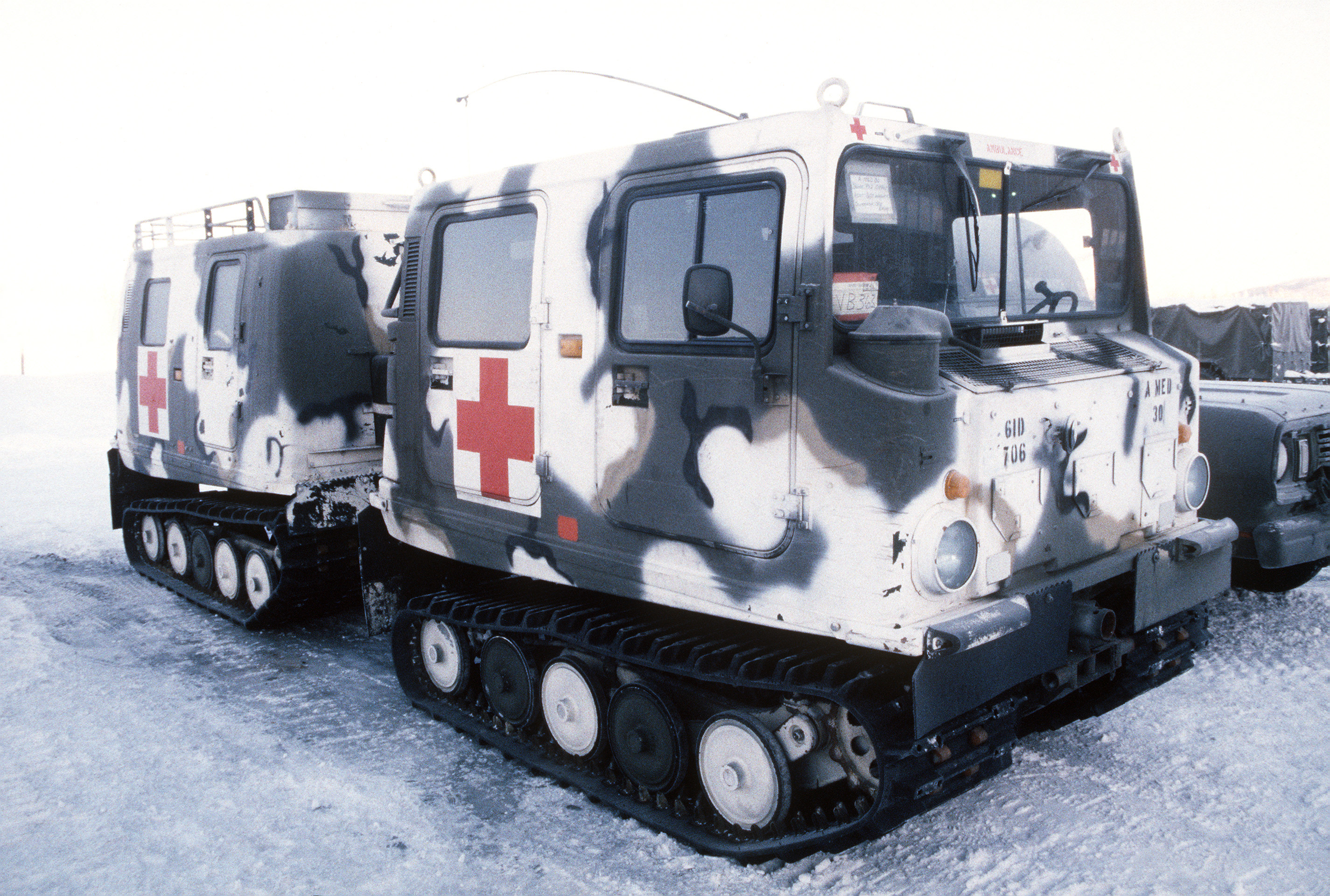
Двосекційний транспортер медичної евакуації Bandvagn 206. 1989
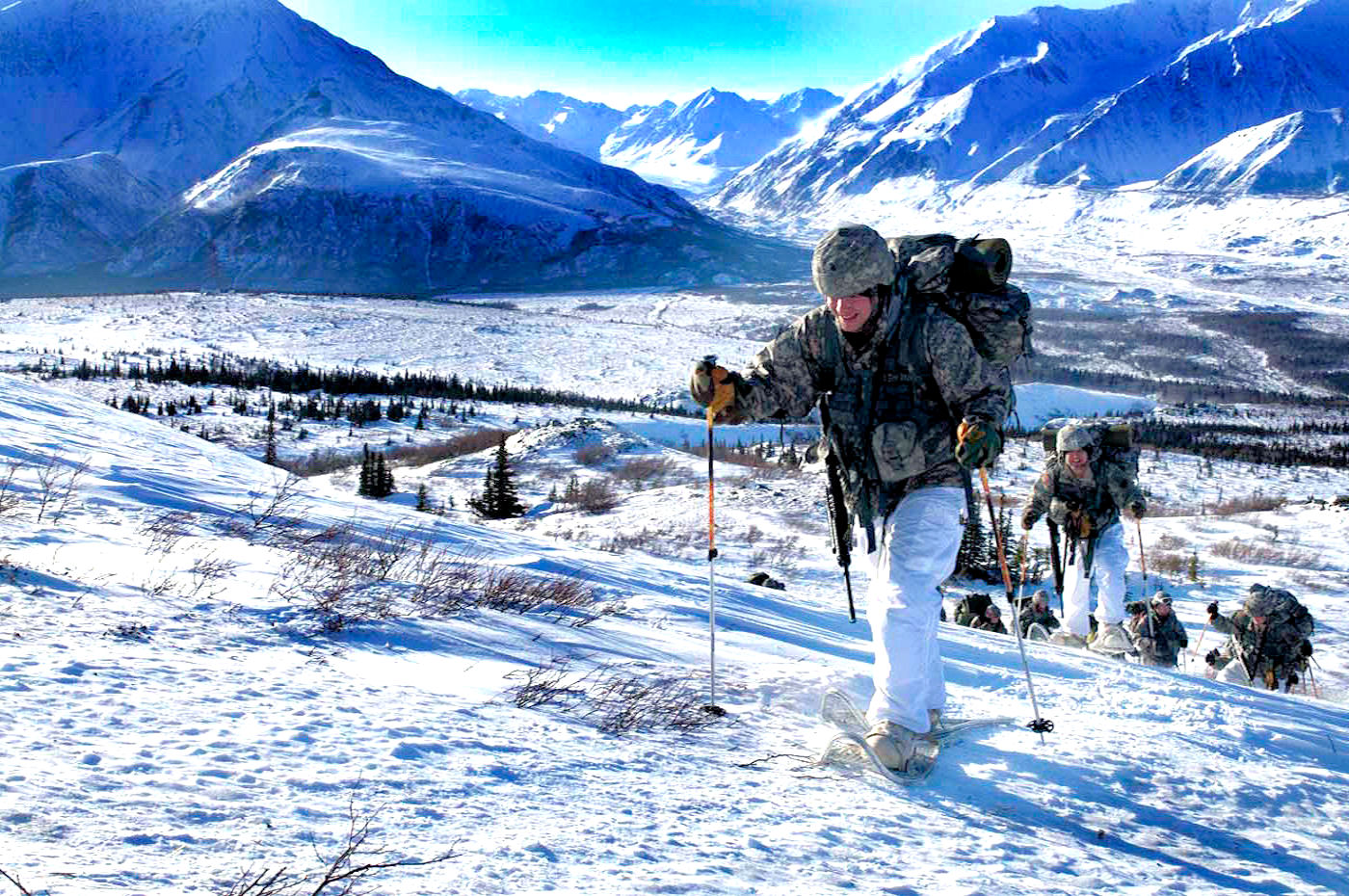
Марш-кидок на снігоступах у форт Річардсоні. 2009
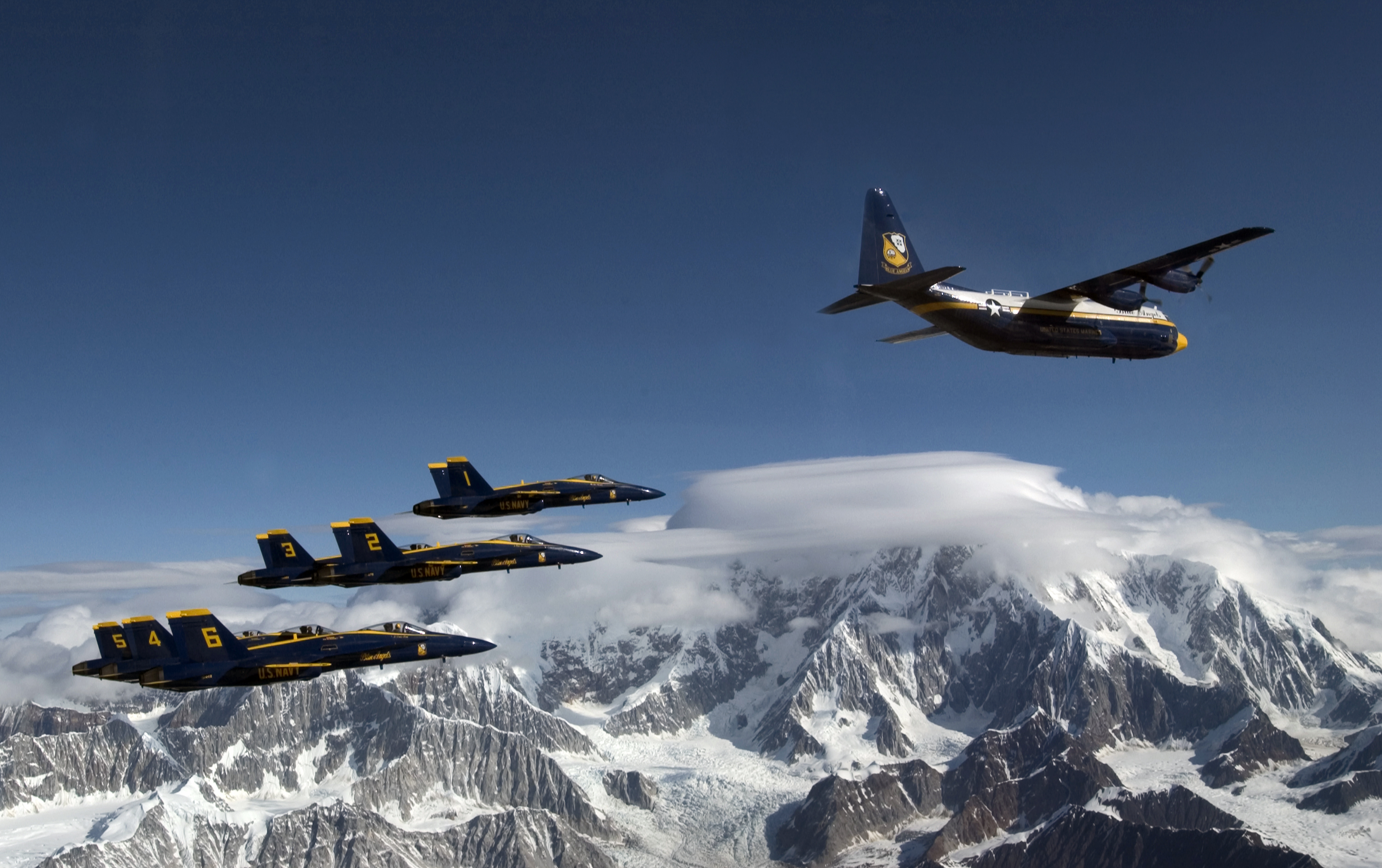
Демонстраційний політ C-130 «Геркулес» і F/A-18 «Хорнет» понад горою Деналі. 2004